# Achille Colas
Achille Colas (16 de agosto de 1874 - 15 de fevereiro de 1954) foi um ciclista francês. Atuou profissionalmente em 1904.

## Participações no Tour de France
- Tour de France 1904 : 8º na classificação geral